# La Blava (Llusanés)
La Blava es una localidad que ejerce de capital municipal del municipio de Sant Martí d'Albars, en la comarca del Llusanés, provincia de Barcelona (España). Se halla al norte del término municipal, junto a la carretera BV4342 que la conecta con Santa Eulalia de Puigoriol por el norte y con Santa Creu de Jutglar por el sur. 

## Historia
El núcleo de población se empezó a formar a finales del siglo XVII junto a un camino ganadero.
La actual carretera se construyó en los años 70.